# Kolya
Kolya (originele titel Kolja) is een Tsjechische film uit 1996, geregisseerd door Jan Svěrák. De film ging in première op het filmfestival van Cannes. De hoofdrollen worden vertolkt door Zdeněk Svěrák (de vader van de regisseur), Andrei Chalimon en Libuše Šafránková. Zdeněk Svěrák schreef ook het script op basis van een verhaal van Pavel Taussig.

## Verhaal
De film begint in 1988; het jaar waarin de Sovjet-Unie langzaam uiteen begint te vallen. Centraal staat František Louka, een man van middelbare leeftijd die de kost verdient als cellist op begrafenissen. Hij trad ooit op in een orkest, maar werd daar ontslagen daar de autoriteiten hem bestempelden als “politiek onbetrouwbaar”.
Een vriend biedt Louka een kans aan om een grote som geld te verdienen; hij moet een nephuwelijk aangaan met een Russische vrouw genaamd Nadezda om haar zo aan een Tsjechisch paspoort te helpen. Na het huwelijk gebruikt Nadezda haar paspoort echter om door te reizen naar haar vriend in West-Duitsland. Ze laat haar vijfjarige zoontje Kolya, die enkel Russisch spreekt, zo lang achter bij Louka.
Louka en Kolya hebben aanvankelijk communicatieproblemen, maar langzaam vormt zich een band tussen de twee. Wanneer Kolya aan hersenvliesontsteking lijkt te lijden, moet hij een antibioticakuur ondergaan. Tegelijkertijd dreigt het nephuwelijk te worden ontmaskerd waardoor Louka in de gevangenis en Kolya in een Russisch weeshuis dreigt te belanden. De komst van de Fluwelen Revolutie gooit voor de autoriteiten roet in het eten en Kolya kan worden herenigd met zijn moeder.

## Rolverdeling
| Acteur            | Personage      |
| ----------------- | -------------- |
| Andrei Chalimon   | Kolya          |
| Zdenek Sverák     | Louka          |
| Libuše Šafránková | Klára          |
| Ondrej Vetchý     | Mr. Brož       |
| Stella Zázvorková | Louka's mother |

Andrei Chalimon werd amper drie weken voor aanvang van de opnames gecast voor de rol van Kolya.

## Prijzen en nominaties
Kolya won in totaal 20 prijzen. Enkele noemenswaardige zijn:
1996
- Een eervolle vermelding op het Filmfestival van Venetië
- De Best Screenplay Award en de Tokyo Grand Prix op het Internationaal filmfestival van Tokio

1997
- De Academy Award voor beste buitenlandse film
- Zeven Czech Lions, waaronder de critics award, beste actrice en beste regisseur.
- De Golden Globe voor beste buitenlandse film
- Twee Young Artist Awards.

De film werd voor nog eens 11 prijzen genomineerd